# Hudson Institute of Mineralogy
Das Hudson Institute of Mineralogy ist eine gemeinnützige, eingetragene Forschungs-, Kultur- und Bildungseinrichtung, die 2003 gegründet wurde. Das Institut hatte für seine Tätigkeit beim US Internal Revenue Service eine Anerkennung als steuerbefreite Organisation gemäß Paragraf 501 (c)(3) des Internal Revenue Code beantragt. Diesem Antrag auf Gemeinnützigkeit wurde 2004 entsprochen. Seine wichtigste Öffentlichkeitsarbeit besteht in der Website Mindat.org. Das Hudson Institute of Mineralogy widmet sich der Entdeckung, Erforschung und Erhaltung von Mineralarten und ihrer Geschichte, sowie der Verbesserung des öffentlichen Bewusstseins und der Wertschätzung des Mineralreichs durch Öffentlichkeitsarbeit und Bildungsangebote.

## Geschichte und Öffentlichkeitsarbeit der Mindat.org
Mindat.org geht aus einer 1993 entstandenen, privaten Datenbank für Mineralien und ihre Lagerstätten hervor. Im Oktober 2000 führten Jolyon Ralph und Lan Yee Ida Chau ihre Datenbanken zusammen und veröffentlichten sie auf der Website Mindat.org. Im Jahre 2014 wurde sie dem Hudson Institute of Mineralogy gespendet. Heute ist Mindat.org die weltweit umfassendste, öffentlich verfügbare Mineralien-Datenbank und mineralogische Referenzwebsite. Die Website enthält Daten zu Mineralien, Gesteinen und Meteoriten aus der ganzen Welt und dem Innern unserer Galaxie, sowie Informationen über ihre Lagerstätten, Fundorte, Fotografien und Bestimmungsarten und vieles mehr zur freien Verfügung.

## Entwicklung der Mindat.org
Mindat.org ist eine dynamische Datenbank, welche ihre Informationen zu Mineralien und ihren Lagerstätten stetig aktualisiert und kontinuierlich mit Fotos illustriert und inhaltlich verifiziert. Die Aktualisierungen erfolgen durch tausende von Mitgliedern weltweit. Die Beteiligung der Nutzer ist für die Wahrung der Integrität und die Entwicklung des Umfangs der Datenbank von entscheidender Bedeutung. Daher ist jede fachlich korrekte und sachlich fundierte Eingabe von weiteren Daten ausdrücklich willkommen.
Das Management Team von Mindat.org besteht aus ungefähr 50 Experten und verfügt über rund 450 Beitragende, welche mit eigenen Artikeln und Sichtungen ein höchst zuverlässiges Expertenwissen einbringen. Diese Experten sind weltweit in rund 40 Staaten ansässig. Darüber hinaus verfügt Mindat.org über mehr als 4000 reguläre Mitwirkende aus 105 Staaten, deren Beiträge vor ihrer Veröffentlichung gesichtet werden. Bei Mindat.org sind derzeit etwa 70.000 Benutzer aus 216 Staaten registriert, welche sich bislang ohne Zugangsrechte im Forum betätigen, aber keine eigenständigen Artikel veröffentlichen können. Mit Stand vom 16. November 2024 sind auf Mindat.org insgesamt 6.089 Mineralien und 3.151 Gesteinsarten spezifiziert worden. Die Datenbank umfasst zudem 405.784 Vorkommen und 46.016 andere Begriffe, sowie 1.389.209 illustrierende Fotos. Es wurden zu den Mineralien und Gesteinen 2.870 Artikel erstellt. Das dazu erstellte Glossar listet 25.857 thematische Suchbegriffe auf. Die Gesamtzahl der registrierten Nutzer beträgt derzeit 81.466.
Mindat.org verfügt als Website unter anderem auch über zahlreiche Informationen zu deutschen Lagerstätten, die sich in der Qualität sonst nur im Mineralienatlas finden.